# تپلک شکم‌روشن
تپلک شکم‌روشن (نام علمی: Scytalopus griseicollis) که با نام‌های تپلک ماتورال یا تپلک دم‌حنایی نیز شناخته می‌شود، گونه‌ای پرنده از تیرهٔ تپلکان (Rhinocryptidae) است. این گونه در کلمبیا و ونزوئلا یافت می‌شود.